# Nudaria promelaena
Nudaria promelaena là một loài bướm đêm thuộc phân họ Arctiinae, họ Erebidae.